# 외동
외동은 자신 이외의 형제 또는 자매와 남매가 없는 사람을 가리킨다. 구체적으로 말해, 출생 또는 입양으로 형제자매가 없는 사람이다.

## 개요
역사적으로 외동은 비교적 흔하지 않았다. 20세기 중반부터는 인구 과잉에 대한 우려와 피임과 여성 노동자로 인해 더 많은 여성이 나중에 첫 아이를 갖게 된 것을 포함한 여러 가지 이유로 출생률과 평균 가족 규모가 급격히 감소했다. 대공황 동안 미국에서 외동이 있는 가족의 비율은 증가했지만 제2차 세계 대전 후 베이비 붐 동안 감소했다. 6.25 전쟁이 1953년에 끝난 후, 대한민국 정부는 경제 번영을 촉진하기 위해 시민들이 각각 한두 명의 자녀를 갖도록 제안했고, 이는 출생률의 현저한 감소와 국내 외동의 증가로 이어졌다.
1980년부터 2015년까지 중화인민공화국의 계획생육정책은 대부분의 부모가 한 명의 자녀만 갖도록 제한했지만, 지역적 완화와 개인적인 상황에 따라 예외가 있었다(예: 쌍둥이를 임신했을 때).
가족은 개인적인 선호, 가족계획, 재정적 및 정서적 또는 신체적 건강 문제, 여행 욕구, 가족 내 스트레스, 교육적 이점, 늦은 결혼, 안정성, 집중, 시간 제약, 임신에 대한 두려움, 고령, 혼외 출생, 불임, 이혼, 형제자매 또는 부모의 사망 등 다양한 이유로 외동을 갖게 될 수 있다. 한 부모의 요절 또한 20세기 중반까지는 한 명의 자녀만 낳는 결혼의 작은 비율에 기여했으며, 당시에는 드물었던 이혼은 말할 것도 없다.
외동은 때때로 조기 관심사(성인과 더 많은 시간을 보내는 것에서 비롯됨)를 발전시키고 외로움을 느낄 가능성이 더 높다고 말한다. 때로는 스스로와 더 강한 관계를 맺거나 상상 속 친구를 포함하는 활발한 환상 생활을 발전시켜 고독을 보상한다.

## 고정관념
서구 국가에서 외동은 "응석받이"와 동일시되는 고정관념의 대상이 될 수 있다. 그랜빌 스탠리 홀은 외동의 상황을 "그 자체로 질병"이라고 언급하며 외동에게 나쁜 평판을 준 최초의 평론가 중 한 명이었다. 오늘날에도 외동은 일반적으로 "응석받이, 이기적, 버릇없는 아이"로 고정관념화된다. 많은 외동들이 발달에 많은 관심과 자원을 받지만, 그들이 계급적으로 과도하게 대접받거나 형제자매가 있는 아이들과 크게 다르다는 것은 명확하지 않다. 럿거스 대학교의 사회 심리학자이자 <Parenting an Only Child>의 저자인 수잔 뉴먼은 이것이 신화라고 말한다. "사람들은 외동은 응석받이이고, 공격적이고, 권위적이며, 외롭고, 부적응적이라고 말합니다." 그녀는 말했다. "외동이 또래와 다르지 않다는 수백 가지의 연구가 있습니다." 하지만 차이점은 발견되었다. 미국 어린이의 사회적 및 대인 관계 기술에 대한 교사 평가를 포함하는 연구는 외동의 자기 통제 및 대인 관계 기술 점수를 낮게 평가했다. 이후의 연구는 이것이 중학교와 고등학교까지 계속된다는 증거를 찾지 못했지만, 또 다른 연구에서는 적자가 적어도 5학년까지 지속된다는 것을 보여주었다. 전반적으로 대부분의 연구 결과는 외동에 대한 부정적인 견해를 지지하지 않지만 차이점은 있다.
중국에서는 외동의 인지된 행동 문제를 소황제 증후군이라고 불렀고, 형제자매의 부재는 물질주의와 범죄 등 여러 가지 사회악의 원인으로 지목되었다. 그러나 최근 연구는 이러한 주장을 지지하지 않으며, 외동과 대가족의 아이들 사이에 성격에 유의미한 차이가 없음을 보여준다. 2015년에 종료된 계획생육정책은 강제적인 낙태, 중국의 여아 살해, 여아 출생의 불충분한 보고의 근본적인 원인으로 추정되었으며, 중국의 증가하는 범죄 및 성비 불균형의 가능한 원인으로 제시되었다.
대중 매체는 외동이 부모와 다른 친척의 관심을 얻기 위해 경쟁자가 없기 때문에 전통적인 가족 환경에서 협력하기가 더 어렵다고 종종 주장한다. 나이와 역할의 규범에 대한 혼란이 발생하고 평생 동안 다른 또래 및 젊은이와의 관계에서도 비슷한 효과가 존재한다는 것이 제시된다. 또한 많은 사람들이 부모가 외동에게 추가적인 압력과 기대를 가하며, 종종 외동은 완벽주의자라고 느낀다고 믿어진다. 외동은 더 빠르게 성숙하는 경향이 있다. 일부 심리학자들은 "외동 증후군"을 믿지만 이를 뒷받침할 증거는 거의 없다. "외동 증후군"은 형제자매가 없는 사람들이 성인이 되었을 때 어릴 때부터 이어져 온 사회적 기술 발달이 덜하고 반사회적인 성향을 가질 가능성이 더 높다는 생각이다.

## 과학 연구
16가지 성격 특성에 대한 141가지 연구를 대상으로 한 1987년의 양적 검토는 알프레트 아들러를 포함한 이론가들이 주장하는 바와 같이 외동이 응석받이로 인해 부적응할 가능성이 더 높다는 견해를 지지하지 못했다. 이 연구는 외동의 부적응 유병률이 더 높다는 증거를 찾지 못했다. 통계적으로 유의미한 유일한 차이점은 외동이 더 높은 성취 동기를 가지고 있다는 것이었다. 이는 데니스 폴릿과 토니 팔보는 그들의 더 큰 부모 자원, 기대, 감시를 통해 더 큰 보상에 노출되고 실패 시 더 큰 처벌 가능성에 노출되었기 때문이라고 설명했다. 저자들의 두 번째 분석은 외동, 형제자매가 한 명만 있는 아이, 그리고 맏이는 일반적으로 나중에 태어난 아이와 여러 형제자매가 있는 아이보다 언어 능력 시험에서 더 높은 점수를 받았음을 밝혔다.
대규모 연구(표본=8,689)는 외동이 형제자매가 있는 아이보다 더 자기애적이라는 생각에 대한 증거를 찾지 못했다.
토니 팔보와 데니스 폴릿은 외동에 대한 연구에서 성격, 지능, 적응력, 또래 및 부모와의 관계에 대한 정보와 증거를 다루기 위해 115개의 연구를 수집했다. 그들의 연구 결과에 따르면 외동은 그들과 비슷한 상황에 있는 아이들(예: 맏이)을 제외한 모든 범주에서 다른 아이들을 능가했다. 그들의 가장 큰 연구 결과 중 하나는 부모-자녀 관계가 형제자매가 있는 아이들보다 긍정적으로 더 강하다는 것이었다. 외동의 삶에서 이 관계가 유의미하게 존재하기 때문에 발달 결과와 상관 관계가 있었고, 외동이 발달적으로 불리하지 않다는 것을 보여주었다.
자원 희석 모델에 따르면, 부모의 자원(예: 아이에게 책을 읽어주는 시간)은 발달에 중요하다. 이러한 자원은 유한하기 때문에 형제자매가 많은 아이들은 더 적은 자원을 받는다고 생각된다. 하지만 합류 모델은 막내가 아닌 아이들이 어린 형제자매를 가르치는 데서 오는 이점에서 반대 효과가 있다고 제안하지만, 가르침을 받는 것이 줄어든 부모 자원을 보충하지는 못한다. 이것은 외동이 맏이에 비해 능력 시험에서 더 낮은 성적을 보이는 것에 대한 한 가지 설명을 제공하며, 이는 문헌에서 흔히 볼 수 있다. 하지만 막내와 외동이 부모의 분리 또는 상실을 경험할 가능성이 더 높고 더 일찍 경험할 가능성이 있다는 설명도 제시되었다. 왜냐하면 이것이 그들의 상태의 원인이 될 수 있기 때문이다.
환경 운동가 빌 맥키벤은 그의 저서 <Maybe One>에서 기후 변화와 인구 과잉을 이유로 자발적인 외동 정책을 옹호한다. 그는 외동에 대한 연구원 및 작가와의 인터뷰와 연구 문헌의 일부를 조합하여 구성된 내러티브를 통해 이것이 아동 발달에 해롭지 않을 것이라고 독자를 안심시킨다. 그는 대부분의 문화적 고정관념이 거짓이며, 외동과 다른 아이들 사이에는 큰 차이가 없으며, 차이가 있는 경우에도 외동에게 유리하다고 주장한다.
외동에 대한 대부분의 연구는 양적 연구였으며 외동의 행동과 교사 등 다른 사람들이 그 행동을 어떻게 평가하는지에 초점을 맞췄다. 반면 베르니스 소렌슨은 질적 방법을 사용하여 의미를 이끌어내고 외동 스스로가 형제자매 없이 사는 삶에 대해 무엇을 이해하고 느끼거나 감지하는지 발견했다. 그녀의 연구는 평생 동안 외동이 자신의 외동 상태를 더 많이 인식하게 되며, 고정관념이 사실이든 거짓이든 사회의 외동에 대한 고정관념에 매우 영향을 받는다는 것을 보여주었다. 그녀는 저서 <Only Child Experience and Adulthood>에서 주로 형제자매가 있는 사회에서 자라는 것이 외동에게 영향을 미치며, 형제자매 관계의 부족은 그들이 자신과 다른 사람들을 보는 방식과 세상과 상호 작용하는 방식 모두에 중요한 영향을 미칠 수 있다고 주장한다.
카메론 외 연구진(2011)의 최신 연구는 외동인 것과 관련된 내인성을 통제했다. 한 명의 자녀를 두기로 선택하는 부모는 한 명 이상의 자녀를 두기로 선택하는 부모와 특성이 체계적으로 다를 수 있다. 이 논문은 "[계획생육] 정책의 결과로 외동으로 자란 사람들은 형제자매가 있었다면 그랬을 것보다 덜 신뢰하고, 덜 신뢰할 수 있고, 위험을 덜 감수하며, 경쟁심이 덜하다"고 결론짓는다. "그들은 또한 덜 낙관적이고, 덜 성실하며, 신경증에 더 취약하다." 더욱이 카메론 교수에 따르면, "어릴 때 다른 아이들과 더 많이 접촉하는 것(예: 사촌과 자주 상호 작용하거나 보육 시설에 다니는 것)은 형제자매를 갖는 것을 대체할 수 없었다"는 것이 밝혀졌다.
프랭크 설로웨이는 저서 <Born to Rebel>에서 출생 순위가 "빅 파이브 성격 특성"의 발달에 영향을 미친다는 증거를 제시한다. 설로웨이는 맏이와 외동이 나중에 태어난 아이들보다 더 성실하고, 더 사회적으로 지배적이며, 덜 상냥하고, 새로운 아이디어에 덜 개방적이라고 제안한다. 그러나 그의 결론은 다른 연구자들에 의해 이의가 제기되었으며, 출생 순위 효과가 약하고 일관성이 없다고 주장한다. 출생 순위가 빅 파이브에 미치는 영향에 대한 가장 큰 연구 중 하나에서 9,664명의 전국 표본 데이터를 통해 출생 순위와 NEO PI-R 성격 테스트 점수 사이에 연관성이 없음을 발견했다. 마찬가지로 2020년의 대규모 연구(n=8,689)는 외동이 비외동보다 더 자기애적이라는 가설에 대한 어떤 증거도 찾지 못했다.

## 같이 보기
- 한부모
- 두 자녀 정책